# Bikarkeppni karla (baloncesto)
La Bikarkeppni karla (en español: Copa de Islandia masculina), también conocida como Geysirbikarinn por razones de patrocinio, es una competición anual de baloncesto entre clubs de Islandia. Es el torneo de copa islandés más importante y no debe confundirse con la ya extinta Copa de las Empresas, de menor importancia.

## Historia
La primera edición de la Bikarkeppni karla tuvo lugar en 1965, siendo ganada por el Ármann Reykjavík. En 1968 y 1969 no se disputó pero se ha celebrado regularmente todos los años desde 1970 en adelante. 

## Formato
Los equipos de la Úrvalsdeild karla (la máxima categoría de liga en Islandia) y la 1. deild karla (la segunda) tienen garantizada su participación en la ronda de dieciséisavos de final, mientras que los equipos de las divisiones inferiores pueden tener que jugar rondas preliminares, dependiendo del número de equipos, para ganarse un puesto en dicha ronda.
El sorteo de las eliminatorias es puro entre todos los participantes y se juegan a un solo partido. Las semifinales y la final se juegan en un solo fin de semana.
El campeón de la Bikarkeppni karla se enfrentará al de la Úrvalsdeild karla en una final a un partido para determinar el campeón de la Meistarakeppni karla (en español: Supercopa de Islandia masculina) al comienzo de la siguiente temporada. En caso de doblete el subcampeón de la copa jugará la Supercopa.

## Palmarés
| Temporada | Campeón         | Finalista           | Resultado       | MVP                   | Entrenador campeón              |
| --------- | --------------- | ------------------- | --------------- | --------------------- | ------------------------------- |
| 1964-65   | Ármann          | Þór Akureyri        | 46-26           |                       |                                 |
| 1965-66   | KR              |                     |                 |                       |                                 |
| 1966-67   | KR (2)          |                     |                 |                       |                                 |
| 1967-68   | (No se disputó) | (No se disputó)     | (No se disputó) | (No se disputó)       | (No se disputó)                 |
| 1968-69   | (No se disputó) | (No se disputó)     | (No se disputó) | (No se disputó)       | (No se disputó)                 |
| 1969-70   | KR (3)          | Ármann              | 61-54           |                       | Kolbeinn Pálsson                |
| 1970-71   | KR (4)          | ÍR                  | 87-85           |                       | Jón Ólafsson                    |
| 1971-72   | KR (5)          | ÍR                  | 85-80           |                       | Jón Ólafsson (2)                |
| 1972-73   | KR (6)          | ÍS                  | 71-68           |                       | Einar Bollason                  |
| 1973-74   | KR (7)          | Valur               | 86-81           |                       | Einar Bollason (2)              |
| 1974-75   | Ármann (2)      | KR                  | 74-62           |                       | Ingvar Sigurbjörnsson           |
| 1975-76   | Ármann (3)      | Njarðvík            | 98-89           |                       | Ingvar Sigurbjörnsson (2)       |
| 1976-77   | KR (8)          | Njarðvík            | 61-59           |                       | Einar Bollason (3)              |
| 1977-78   | ÍS              | Valur               | 87-83           |                       | Birgir Birgisson                |
| 1978-79   | KR (9)          | ÍR                  | 87-72           |                       | Gunnar Gunnarsson               |
| 1979-80   | Valur           | ÍS                  | 92-82           |                       | Tim Dwyer                       |
| 1980-81   | Valur (2)       | Njarðvík            | 90-84           |                       | Hilmar Hafsteinsson             |
| 1981-82   | Fram            | KR                  | 68-66           |                       | Kolbeinn Kristinsson            |
| 1982-83   | Valur (3)       | ÍR                  | 78-75           |                       | Tim Dwyer                       |
| 1983-84   | KR (10)         | Valur               | 94-79           |                       | Jón Sigurðsson                  |
| 1984-85   | Haukar          | KR                  | 73-71           |                       | Einar Bollason (4)              |
| 1985-86   | Haukar (2)      | Njarðvík            | 93-92           |                       | Einar Bollason (5)              |
| 1986-87   | Njarðvík        | Valur               | 91-69           |                       | Valur Ingimundarson             |
| 1987-88   | Njarðvík (2)    | KR                  | 104-103         |                       | Valur Ingimundarson (2)         |
| 1988-89   | Njarðvík (3)    | ÍR                  | 78-77 (71-71)   |                       | Chris Fadness                   |
| 1989-90   | Njarðvík (4)    | Keflavík            | 90-84           |                       | Árni Lárusson                   |
| 1990-91   | KR (11)         | Keflavík            | 94-81           |                       | Páll Kolbeinsson                |
| 1991-92   | Njarðvík (5)    | Haukar              | 91-77           |                       | Friðrik Rúnarsson               |
| 1992-93   | Keflavík        | Snæfell             | 115-76          |                       | Jón Gíslason                    |
| 1993-94   | Keflavík (2)    | Njarðvík            | 100-97          |                       | Jón Gíslason (2)                |
| 1994-95   | Grindavík       | Njarðvík            | 105-93          |                       | Friðrik Rúnarsson (2)           |
| 1995-96   | Haukar (3)      | ÍA                  | 85-58           |                       | Reynir Kristjánsson             |
| 1996-97   | Keflavík (3)    | KR                  | 77-66           |                       | Sigurður Ingimundarson          |
| 1997-98   | Grindavík (2)   | KFÍ                 | 95-71           |                       | Benedikt Guðmundsson            |
| 1998-99   | Njarðvík (6)    | Keflavík            | 102-96 (88-88)  |                       | Friðrik Rúnarsson (3)           |
| 1999-00   | Grindavík (3)   | KR                  | 59-55           |                       | Einar Einarsson                 |
| 2000-01   | ÍR              | Hamar               | 91-83           |                       | Jón Guðmundsson                 |
| 2001-02   | Njarðvík (7)    | KR                  | 86-79           |                       | Friðrik Ragnarsson              |
| 2002-03   | Keflavík (4)    | Snæfell             | 95-71           |                       | Sigurður Ingimundarson (2)      |
| 2003-04   | Keflavík (5)    | Njarðvík            | 93-74           |                       | Falur Harðarson/Guðjón Skúlason |
| 2004-05   | Njarðvík (8)    | Fjölnir             | 90-64           |                       | Einar Jóhannsson                |
| 2005-06   | Grindavík (4)   | Keflavík            | 93-78           |                       | Friðrik Rúnarsson (4)           |
| 2006-07   | ÍR (2)          | Hamar/Selfoss       | 83-81           |                       | Jón Ingvarsson                  |
| 2007-08   | Snæfell         | Fjölnir             | 109-86          |                       | Geof Kotila                     |
| 2008-09   | Stjarnan        | KR                  | 78-76           |                       | Teitur Örlygsson                |
| 2009-10   | Snæfell (2)     | Grindavík           | 92-81           | Sean Burton           | Ingi Steinþórsson               |
| 2010-11   | KR (12)         | Grindavík           | 94-72           | Pavel Ermolinskij     | Hrafn Kristjánsson              |
| 2011-12   | Keflavík (6)    | Tindastóll          | 97-95           | Charles Parker        | Sigurður Ingimundarson (3)      |
| 2012-13   | Stjarnan (2)    | Grindavík           | 91-79           | Jarrid Frye           | Teitur Örlygsson (2)            |
| 2013-14   | Grindavík (5)   | ÍR                  | 89-77           | Sigurður Þorsteinsson | Sverrir Sverrisson              |
| 2014-15   | Stjarnan (3)    | KR                  | 85-83           | Justin Shouse         | Hrafn Kristjánsson (2)          |
| 2015-16   | KR (13)         | Þór Þorlákshöfn     | 95-79           | Helgi Magnússon       | Finnur Stefánsson               |
| 2016-17   | KR (14)         | Þór Þorlákshöfn     | 78-71           | Jón Stefánsson        | Finnur Stefánsson (2)           |
| 2017-18   | Tindastóll      | KR                  | 96-69           | Pétur Birgisson       | Israel Martin                   |
| 2018-19   | Stjarnan (4)    | Njarðvík            | 84-68           | Brandon Rozzell       | Arnar Guðjónsson                |
| 2019-20   | Stjarnan (5)    | Grindavík           | 89-75           | Ægir Steinarsson      | Arnar Guðjónsson (2)            |
| 2020-21   | Njarðvík (9)    | Stjarnan            | 97-93           | Dedrick Basile        | Einar Jóhannsson (2)            |
| 2021-22   | Stjarnan (6)    | UMF Þór Þorlákshöfn | 93-85           | David Gabrovšek       | Arnar Guðjónsson (3)            |
| 2022-23   | Valur           | Stjarnan            | 72-66           | Kári Jónsson          | Finnur Stefánsson (3)           |